# Episodi di It's Garry Shandling's Show (terza stagione)
La terza stagione della serie televisiva It's Garry Shandling's Show è stata trasmessa in anteprima negli Stati Uniti d'America da Showtime tra il 21 ottobre 1988 e il 21 aprile 1989.
| nº | Titolo originale         | Titolo italiano | Prima TV USA     | Prima TV Italia |
| -- | ------------------------ | --------------- | ---------------- | --------------- |
| 1  | Goin' Places             |                 | 21 ottobre 1988  |                 |
| 2  | Pete's Got a Secret      |                 | 28 ottobre 1988  |                 |
| 3  | What's Happening to Me?  |                 | 4 novembre 1988  |                 |
| 4  | Live Election Show       |                 | 11 novembre 1988 |                 |
| 5  | The Natural              |                 | 2 dicembre 1988  |                 |
| 6  | Home Sweet Home          |                 | 30 dicembre 1988 |                 |
| 7  | Vegas (Part 1)           |                 | 6 gennaio 1989   |                 |
| 8  | Vegas (Part 2)           |                 | 13 gennaio 1989  |                 |
| 9  | Save Mr. Peck's (Part 1) |                 | 3 febbraio 1989  |                 |
| 10 | Save Mr. Peck's (Part 2) |                 | 10 febbraio 1989 |                 |
| 11 | Save Mr. Peck's (Part 3) |                 | 10 febbraio 1989 |                 |
| 12 | Ruth's Place             |                 | 17 febbraio 1989 |                 |
| 13 | Garry Acts Like a Moron  |                 | 24 febbraio 1989 |                 |
| 14 | Kramer vs. Grant         |                 | 3 marzo 1989     |                 |
| 15 | Grant Goes to the Dogs   |                 | 10 marzo 1989    |                 |
| 16 | Big Brother              |                 | 18 marzo 1989    |                 |
| 17 | Going, Going, Gone       |                 | 31 marzo 1989    |                 |
| 18 | Garry Goes Golfing       |                 | 7 aprile 1989    |                 |
| 19 | Mum's the Word           |                 | 14 aprile 1989   |                 |
| 20 | Worry Wart               |                 | 21 aprile 1989   |                 |